# Ел Делирио, Километро Треинта и Сијете, Рестауранте (Ногалес)
Ел Делирио, Километро Треинта и Сијете, Рестауранте (шп. El Delirio, Kilómetro Treinta y Siete, Restaurante) насеље је у Мексику у савезној држави Сонора у општини Ногалес. Насеље се налази на надморској висини од 1053 м.

## Становништво
Према подацима из 2010. године у насељу је живело 13 становника.

### Хронологија
| Година       | 2010 |
| ------------ | ---- |
| Становништво | 13   |

### Попис
| # | Индикатор                     | Вредност |
| - | ----------------------------- | -------- |
| 1 | Укупно домаћинстава           | 3        |
| 2 | Укупно насељених домаћинстава | 2        |
| 3 | Величина локације             | 1        |